# Ohtaius mushanus
Ohtaius mushanus is een keversoort uit de familie zwamkevers (Endomychidae). De wetenschappelijke naam van de soort werd in 1931 gepubliceerd door Ohta.